# Zotalemimon ciliatum
Zotalemimon ciliatum es una especie de escarabajo longicornio del género Zotalemimon, tribu Desmiphorini, subfamilia Lamiinae. Fue descrita científicamente por Gressitt en 1942.
La especie se mantiene activa durante los meses de marzo, abril, julio y agosto.

## Descripción
Mide 10,5-12 milímetros de longitud.

## Distribución
Se distribuye por China.